# Saler
|  | Per a altres significats, vegeu «el Saler». |

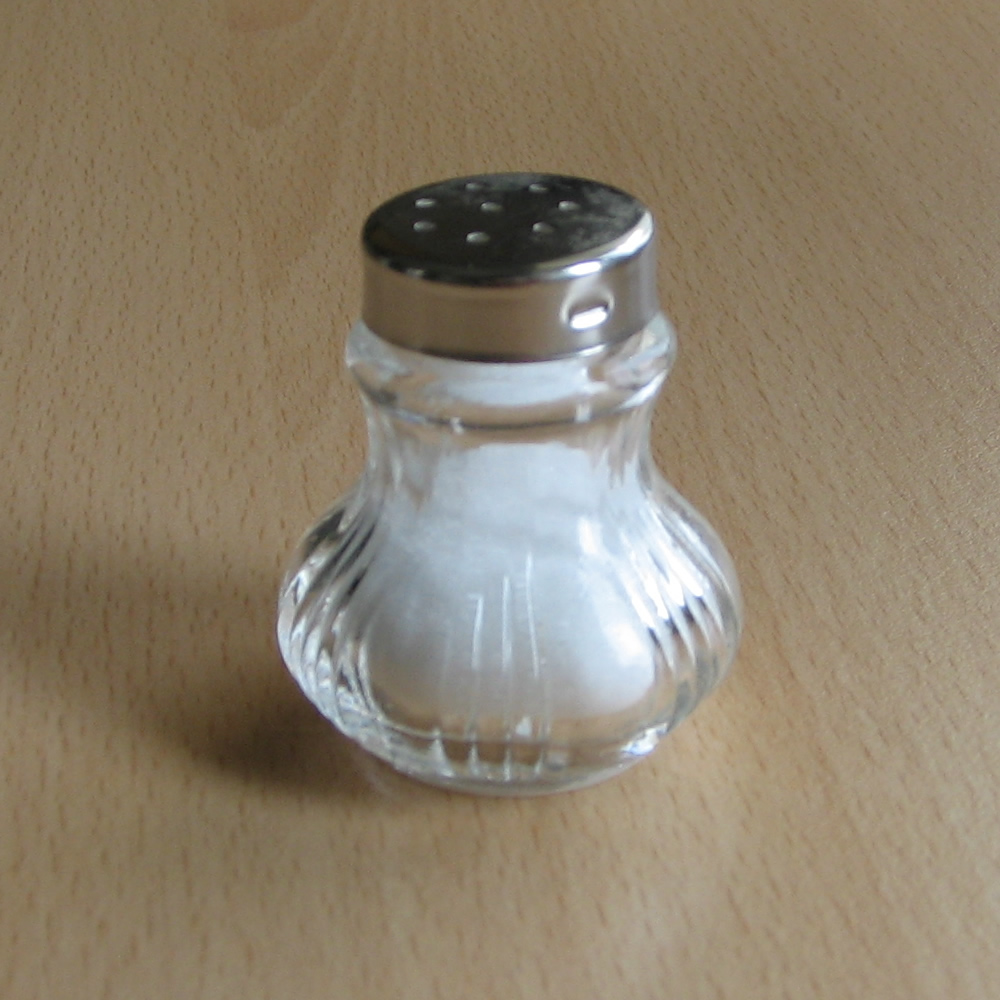
Saler de tapa superior foradada

Un saler és un recipient destinat a contenir i servir sal.
El saler de taula acostuma a ser prou petit per aixecar-lo amb dos o tres dits i poder-lo sacsejar sobre els aliments a fi que els grans de sal caiguin de l'interior pels petits forats que el saler té a la part superior. També sol tenir una tapa per on es pot omplir, buidar i netejar.
El saler de cuina és més gros i amb tapa. La sal s'agafa directament a pessics de dos o tres dits per salar els aliments en el procés de cuinar. La tapa acostuma a tenir una senzilla frontissa de forma que amb una sola mà es pugui aixecar-la, agafar la sal i tancar-la amb el dit petit.